# Arne Svendsen
Arne Svendsen (11 de diciembre de 1884 - 20 de noviembre de 1958) fue un actor, escritor y artista de revista noruego.

## Biografía
Su nombre completo era Arne Augustin Svendsen, y nació en Fosnes, Noruega, siendo sus padres August Svendsen y Anna Kristine Sæther. Criado en Namsos, a los dieciséis años de edad se mudó a Fredrikstad, donde trabajó como peluquero y barbero. En 1911 escribió su primera revista para el sindicato Fredrikstad Arbeiderforening, haciéndose notar en la prensa local. Después hizo cinco nuevas revistas anuales hasta 1920. En 1920 Ernst Rolf vio algunas de las revistas de Svendsen y le compró cinco canciones, la más conocida de ellas "Jeg fødtes utpå Nordsjøen". La fama de sus revistas llegó a Oslo, y en 1920 el director artístico del Chat Noir, Victor Bernau, hizo que la revista Spiritus se representara en su local, lo cual se hizo en la primavera de 1921. A partir de entonces Svendsen trabajó en el Chat Noir junto a Per Kvist y Finn Bø. En dicho teatro fue también actor, y entre los años 1928 y 1930 grabó varios discos de gramófono. Entre otras actividades, escribió composiciones del género schlager, tradujo canciones y revistas internacionales, y escribió revistas para otros teatros. A partir de 1937 formó parte de un grupo de escritores de revista que compuso para los teatros Det Nye Teater, Carl Johan Teatret, Edderkoppen Teater y Chat Noir. En 1951 se celebró su 40 cumpleaños como autor de revista con un concierto en el Saga Kino. Con ocasión de su 70 cumpleaños en 1954, el artista fue homenajeado con una noche de fiesta en el Chat Noir. En 1955 obtuvo su último gran éxito, "E'hel ei, e'halv ei", compuesto para Lalla Carlsen, y lanzada como la primera revista de jazz del Chat Noir.
Con casi 2.500 textos, Svendsen fue uno de los escritores de revista noruegos más prolíficos. Entre sus letras de mayor popularidad figuran "Hu svigermor å’n Evensen og kjærringa og jeg", "Ei hel ei, ei halv ei for to", "Serru, serru" y "Liddeli flaut a get". También son muy conocidos los textos escritos para Lalla Carlsen, entre ellos "Liberia hushjelp" (1923).
Además de su actividad teatral, Svendsen fue cofundador en 1928 de la sociedad Tono, sobre gestión de derechos musicales, la Asociación de Autores de Revista de Noruega en 1935, y el Sindicato de Revista de Noruega en 1948. Como actor cinematográfico, trabajó en tres películas mudas entre 1924 y 1927.
Arne Svendsen falleció en Oslo, Noruega, en el año 1958. Entre 1903 y 1933 estuvo casado con Jenny Claudine Andersen, y desde 1933 con la actriz Lilly Andersen. Fue padre de Kolbjørn Svendsen, que compuso muchos de sus textos, y de Herberth Svendsen, nacido fruto de una relación extramatrimonial con Cecilie Bernstein, una refugiada judía de origen ruso.

## Filmografía
- 1924 : Til sæters
- 1926 : Simen Mustrøens besynderlige opplevelser
- 1927 : Sju dagar för Elisabeth
- 1933 : Op med hodet!